# Banská Belá
Banská Belá (bis 1927 „Belá“; deutsch Dilln, ungarisch Bélabánya – älter auch Fejérbánya) ist eine Gemeinde in der Mittelslowakei.

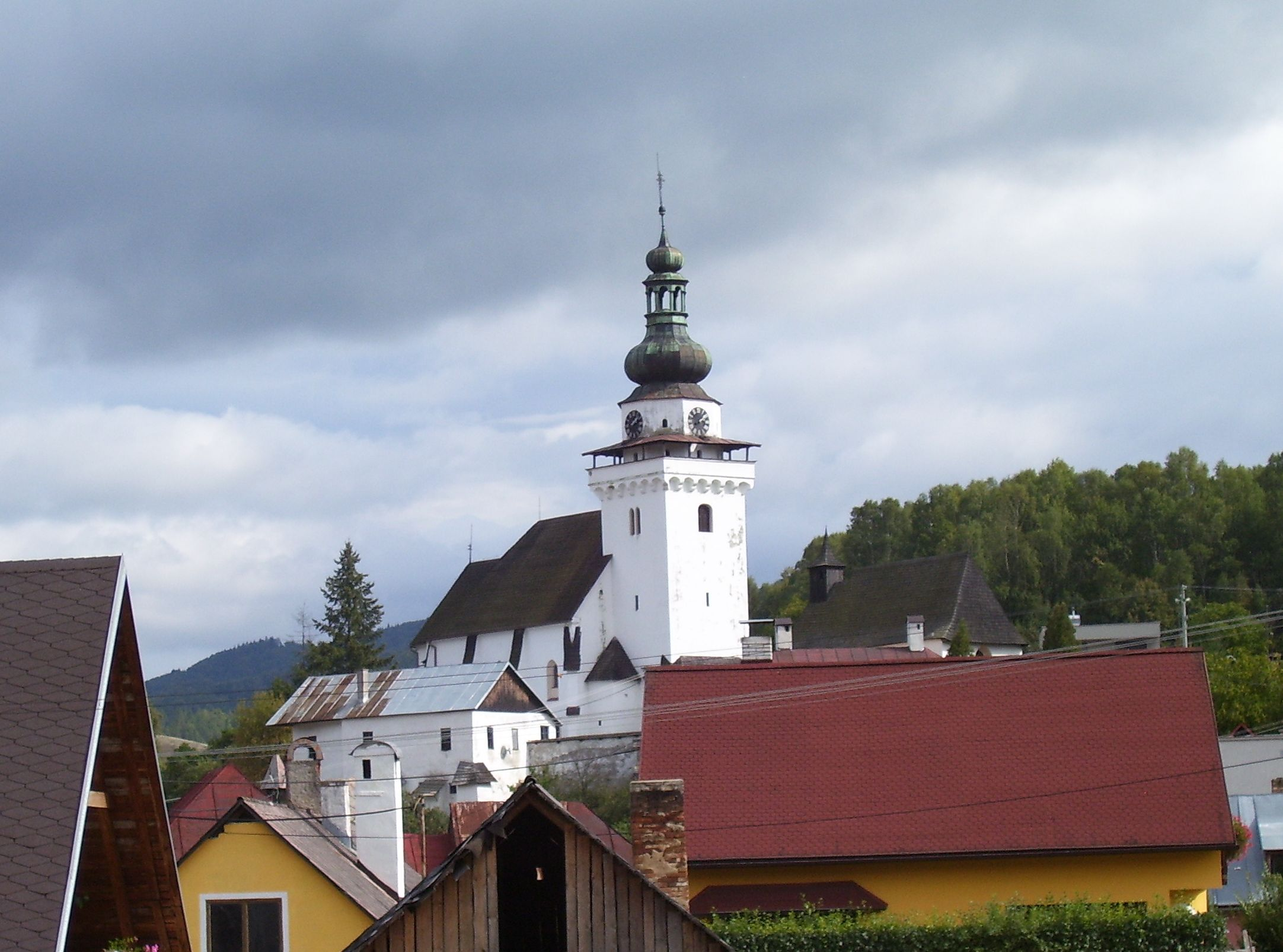
Blick auf die evangelische Kirche im Ort

Die Gemeinde wurde durch den Bergbau bekannt und war oft mit dem südwestlich gelegenen Banská Štiavnica vereinigt.

## Geschichte
Der Ort wurde im 13. Jahrhundert von der Stadt Banská Štiavnica am Ort mehrerer Silberberggruben gegründet (erste Erwähnung 1352). 1450 erhielt er das Privileg der Königlichen Freistadt und war 1453 das kleinste Mitglied der Heptapolitana (der 7 Bergstädte der Mittelslowakei bzw. Niederungarns).
1552 und wiederholt 1664 wurde die damalige Stadt von den Türken heimgesucht und stark in Mitleidenschaft gezogen. Mit dem Niedergang des Bergbaus kam die Stadt 1788 zu Banská Štiavnica. Durch erneute Wiederbelebung des Bergbaus gab es von 1848 bis nach 1873 eine erneute Unabhängigkeit als Stadt. Erst seit 1954 besteht der Ort nunmehr selbstständig.

## Bevölkerung
| Jahr                | 1994 | 2004    | 2014    | 2024    |
| ------------------- | ---- | ------- | ------- | ------- |
| Anzahl der Personen | 1258 | 1234    | 1208    | 1154    |
| Unterschied         |      | −1,90 % | −2,10 % | −4,47 % |

| Jahr                | 2023 | 2024    |
| ------------------- | ---- | ------- |
| Anzahl der Personen | 1159 | 1154    |
| Unterschied         |      | −0,43 % |

## Sehenswürdigkeiten
- katholische Kirche: interessantes Bauwerk der Spätromanik, im Stil der Gotik und Renaissance bis 1563 umgestaltet; ihr Turm (barocke Turmspitze) mit Umgang und wehrhafter Mauer diente früher als Festung
- Marien-Kapelle von 1708, 1840 klassizistisch umgestaltet
- Nepomuk-Kapelle, Rokokobau von 1758 mit schmiedeeisernen Arbeiten